# Potamocarcinus (Hypolobocera) macropus
Potamocarcinus (Hypolobocera) macropus is een krabbensoort uit de familie van de Pseudothelphusidae.